# Nilo de Rossano
San Nilo o Nilo de Rossano, llamado también Nilo de Grottaferrata o Nilo el Joven, bautizado con el nombre de Nicolás (Rossano, Calabria, 910 – Tusculum, 26 de septiembre de 1004), fue un monje basiliano italiano, eremita, abad y fundador de la Abadía de Grottaferrata.
Es venerado como santo por la Iglesia católica y por la Iglesia ortodoxa y es santo patrono de Rossano (Calabria) donde es festejado el 26 de septiembre y donde, en el año 2004, se celebró el milenario de su muerte.

## Biografía
Nació en Rossano de familia aristocrática (los Malena, aún recuerda el casino intitulado a la familia de la cual tomó el nombre, situado sobre la esponda del río Otturi). Frecuentó la escuela anexa a la iglesia de Rossano, siendo un excelente calígrafo e himnógrafo; se apasionó por la lectura de las Sagradas Escrituras y por la vida de los Padres del desierto.
Según el historiador Lenormant, Nicolás se casó antes de emprender la vida de monje, fascinado por la belleza de una muchacha de más humildes orígenes; tuvo una hija, pero el matrimonio no duró mucho. Hizo de modo que su mujer e hija no tuvieran problemas económicos y entonces se retiró a la eparquía del Mercurión muy probablemente en el territorio de Viggianello (un área en los confines entre Lucania y Calabria así llamada porque en los alrededores del río que había sido dedicado al dios pagano se habían establecido monasterios, y eremitas, constituyendo una verdadera y propia Tebaida).
Se dedicó a la vida contemplativa y a la caridad; recogió y copió numerosos libros. Estando en la búsqueda continua de una mayor perfección de espíritu se retiró en una caverna donde había un altar consagrado a San Miguel Arcángel vecino a Mercurión.
No fue fácil para Nicolás hacerse monje y tomar los votos por vía de su originaria condición de Decurión de Rossano, pero pronunció los votos en el convento de San Basilio.
Comenzó su actividad social en San Demetrio Corone, fundando un monasterio basiliano sobre las ruinas de la capilla dedicada a San Adrián y Santa Natalia. Demoró en San Demetrio por veinticinco años, dejando las bases de una institución monástica de rito bizantino que tenía como objeto la reunificación entre la Iglesia de Constantinopla y la Iglesia de Roma.
Los emperadores de Oriente Basilio II y Romano II lo instaron a dirigirse a Constantinopla con la secreta intención de alzarlo a aquella sede patriarcal. El cenobio de San Nilo fue devastado por los sarracenos, los cuales, penetrando en la Abadía, expulsaron a los monjes y establecieron su sacrílego bebedero entre los muros de la mole silenciosa.
Solo en el 982 otro basiliano, Vital Cristóbal, hizo resurgir el cenobio de las ruinas convirtiéndolo hasta hoy en uno de los centros más importantes de saber y civilización.
Murió en el 1004 durante el peregrinaje a Roma en Tusculum.

## Cronología
- 910 nace en Rossano (Calabria).
- 940 recibe el hábito monástico en San Nazario en Lucania (Principado de Salerno) actual Cilento.
- 940 después de cuarenta días en S. Nazario, recala en la eparquía del Mercurión.
- 940 – 960 vive una vida ascética en la eparquía del Mercurión, muy probablemente en Viggianello (PZ). En estos años cumple al menos un peregrinaje a Roma.
- 960 se muda a S. Adriano, Acri.
- 980 se muda a Capua.
- 981 – 996 reside en el monasterio de S. Michele di Valleluce, Montecassino.
- 996 se muda a Serapo, Gaeta.
- 998 se dirige a Roma, a la corte del káiser Otón III del Sacro Imperio Romano Germánico; retorna a Serapo (Gaeta).
- 1004 (26 de septiembre) muere en la iglesia de Santa Ágata, Tusculum.